# Gali (stad)
Gali (Georgisch: გალი; Abchazisch: Гал, Gal; Russisch: Гали) is een stad in de Georgische autonome en feitelijk afgescheiden republiek Abchazië. De stad is het centrum van het gelijknamige district, en ligt ongeveer 77 kilometer ten zuidoosten van de Abchazische hoofdstad Soechoemi en 10 kilometer van centraal bestuurd Georgië. Gali is het centrum van de Georgische gemeenschap in Abchazië en kent een vrijwel geheel etnisch-Georgische bevolking.

## Toponiem
Het toponiem Gali is volgens Abchazische lezing mogelijk afgeleid van het Turkse "kale" wat fort of kasteel betekent. In Gali liggen de ruïnes van een kasteel. Volgens Georgische lezing is het  toponiem afgeleid van het woord "ghali" (Georgisch: ღალი) wat in het Mingreels "beek" betekent (Mingreels: ღელეს, gheles). In het begin van de 20e eeuw werd vanwege de Russische taal de "h" uit het toponiem gelaten.

## Geschiedenis
Het toponiem Gali werd in de eerste helft van de 19e eeuw voor het eerst in documenten genoemd, en staat op kaarten uit 1842 en 1845. In de middeleeuwen zou de plaats als Gogieli door het leven zijn gegaan, wat ook blijkt uit Italiaanse kaarten uit het midden van de 17e eeuw. Het dorp werd in 1906 eeuw het bestuurlijke centrum van het oetsjastok Samoerzakan (Okroeg Soechoemi), dat in 1930 werd omgezet in het rajon Gali. In 1932 verkreeg Gali stadsrechten. In de Sovjet-periode was er een theefabriek in de stad. Gali was van origine een gemengd Georgisch-Abchazische plaats, maar in de 20e eeuw identificeerden de meeste inwoners zich als Georgisch. Gali is sinds de Georgisch-Abhazische oorlog van 1992-1993 het belangrijkste centrum van de overgebleven Georgische gemeenschap in Abchazië.

### Georgisch-Abchazisch conflict
In het voorjaar van 1989 begonnen de spanningen in Abchazië tussen de Georgiërs en Abchaziërs toe te nemen. Nadat in Lichni een grote Abchazische manifestatie plaats had gevonden, die opriep tot afscheiding van de Georgische sovjetrepubliek, vonden verspreid over Abchazië en daarna de rest van Georgië grote Georgische anti-Sovjet tegenmanifestaties plaats voor de eenheid van Georgië en afscheiding van de Sovjet-Unie. Op 25 maart 1989 was in Gali de eerste van deze demonstraties, waar ongeveer 12.000 personen aan deelnamen. De reeks protesten culmineerden op 9 april 1989 in de zogeheten 'Tragedie van 9 april', dat aan 20 mensen het leven kostte toen het massaprotest werd neergeslagen door het Rode Leger.
Als gevolg van de Georgisch-Abchazische burgeroorlog (1992-1993) vielen in de stad Gali 128 Georgische burgers de dood dat gepaard ging met marteling en verkrachting, nadat Abchazische milities de stad in september 1993 innamen en er etnische zuiveringen plaatsvonden. In 1998 vond in het Gali district een tweede golf van etnische geweld plaats, en werden vele duizenden Georgiërs verjaagd, sommigen die na 1993 teruggekeerd waren. Er vonden toen nog eens 33 Georgiërs in de stad de dood. Tijdens de UNOMIG VN-vredesmissie, die in de periode 1993-2009 actief was naar aanleiding van de burgeroorlog, lag Gali op de grens van de Veiligheids- en Verboden Wapen Zones. In de stad was het hoofdkwartier van de Gali-sector gevestigd, het Abchazische deel van het missiegebied.
De Abchazische separatisten veranderden rond 1993 de naam in het Abchazische "Gal". De Georgische autoriteiten bleven Gali gebruiken.

## Demografie
Op 1 januari 2022 telde Gali 7.452 inwoners, een geringe daling ten opzichte van de volkstelling van 2011. In de jaren 1990 verloor de stad ruim de helft van de bevolking door het Georgisch-Abchazisch conflict en het uiteenvallen van de Sovjet-Unie. De stad werd volgens de volkstelling van 2011 vrijwel geheel door Georgiërs bewoond (96,8%), waarbij de rest grotendeels uit Abchaziërs (1,7%) en Russen (1,0%) bestond.
| Aantal | 2.401 | 3.305 | 3.847 | 9.368 | 13.628 | 14.706 | 15.687 | 7.169 | 7.605 | 7.452 |  |  |  |  |
| |       |       |       |       |        |        |        |       |       |       |  |  |  |  |
| Abchaziërs | 99,2% | 34,6% | 5,8%  | 0,4%  | 0,3%   | 0,2%   | -      | -     | 1,7%  | -     |  |  |  |  |
| Georgiërs | 99,2% | 64,2% | 79,9% | 89,7% | 90,4%  | 94,7%  | -      | -     | 96,8% | -     |  |  |  |  |
| Russen |       | 0,8%  | 10,4% | 6,8%  | 6,5%   | 3,3%   | -      | -     | 1,0%  | -     |  |  |  |  |
| Verantwoording data: 1926-2011. Volkstellingen 2003 en 2011, jaaropgave 1 januari 2022. Noot: De Abchazische cijfers vanaf 1994 worden niet erkend door Georgië. |       |       |       |       |        |        |        |       |       |       |  |  |  |  |

## Vervoer
Gali ligt aan de Georgische S1 / E97, de belangrijkste hoofdroute door Abchazië die de stad in noordwestelijke richting verbindt met de Abchazische hoofdstad Soechoemi. In zuidoostelijke richting gaat de S1 naar Zoegdidi en Tbilisi.

## Geboren
- Temoeri Ketsbaia (1968), voetballer en voetbalcoach
- Baadoer Dzjobava (1983), Georgisch schaakgrootmeester (hoogste FIDE-rating: 2734)